# Resurrected (альбом Guerilla Maab)
Resurrected — третій та останній студійний альбом американського реп-гурту Guerilla Maab, виданий 28 травня 2002 р. лейблом KMJ Records. Звукорежисер: Q Stone. Зведення: Джеймс Гувер. Мастеринг: Джон Моран. Оформлення: Майк Фрост. У записі взяли участь три учасники з оригінального складу: Trae tha Truth, Dougie D й Z-Ro. Виконавчий продюсер: Юджин Брукс. Також випустили дводискове видання; другий CD — Chopped & Screwed-версія, зроблена Beltway 8. 28 серпня 2012 вийшло аналогічне дводискове видання з іншим треклистом.

## Список пісень
1. «Intro» — 1:19
2. «Maabin» — 4:23
3. «Where the Haters At» — 4:07
4. «Time Rolls By» (з участю Russell Lee та Tony Montana) — 3:54
5. «I's a Playa» (з участю Russell Lee) — 5:06
6. «Nothin’ Left 2 Live 4» — 4:04
7. «Who Could It Be» (з участю Cl'Che) — 5:25
8. «How Could You Do This to Me» — 4:42
9. «Can't You See» (з участю Texas Tantrum) — 3:20
10. «Tell Me What You See» — 4:27
11. «Hid'in» — 4:15
12. «Stay Away from Me» — 4:53
13. «Can't Fade These G's» — 3:13
14. «We Gone Swang» (з участю Jay'Ton та Lil B з S.L.A.B.) — 4:58
15. «All My Dogs» — 4:56
16. «Maab» — 4:00
17. «Outro» — 2:40